# Jurgita Mališauskienė
Jurgita Mališauskienė (* 1990 als Jurgita Dambrauskaitė) ist eine litauische Fernschachspielerin. Seit 2011 ist sie Internationale Fernschachmeisterin der Frauen, seit 2018 Fernschachgroßmeisterin der Frauen. Jurgita Mališauskienė gehört der litauischen Fernschachmannschaft der Frauen an und erreichte mit dieser bei der 7. Fernschach-Olympiade der Frauen den zweiten Platz. Als Jugendliche spielte sie auch Nahschach und erreichte im Oktober 2007 ihre höchste Elo-Zahl von 1909.

## Familie
Ihr Vater ist Virginijus Dambrauskas (* 1962), der im Nahschach den Titel eines Internationalen Meisters und im Fernschach den eines Großmeisters trägt. Ihre Schwester Vilma Dambrauskaitė (* 1985) ist ebenfalls Fernschachspielerin und trägt den Titel einer Fernschachgroßmeisterin der Frauen.